# Буиди
Буидска династия или Буиди (на персийски: آل بویه Âl-e Buye), са династия от шиитски ирански везири с дейламитски произход, които управляват Абасидския халифат. В съчетание с възхода на други ирански династии, периодът на управлението на Буидите, който трае около век, понякога е наричан Иранско интермецо, тъй като след арабското завоюване на Персия е интерлюдия преди управлението на султаните от Велики Селджук. В Багдад Буидите изпълняват длъжността „управител на двореца“ на Абасидските халифи, които са лишени от всякаква власт.
Управлението на династията е между 934 и 1062 г. и в най-големия си обхват контролираната от тях територия обхваща голяма част от днешни Иран, Ирак, Кувейт и Сирия и части от Оман, ОАЕ, Турция, Афганистан и Пакистан. Египет постепенно се откъсва от тяхната власт и там се установяват мамелюците, а в Северна Африка се установява династията на Фатимидите.
Упадъкът на Буидската династия се свързва със семейни раздори и териториални подялби. През X и XI век, точно преди нахлуването на селджуците, Буидите са най-влиятелната династия в Средния Изток. Свалени са от власт от Тогрул бег през 1055 г.